# 冰斗

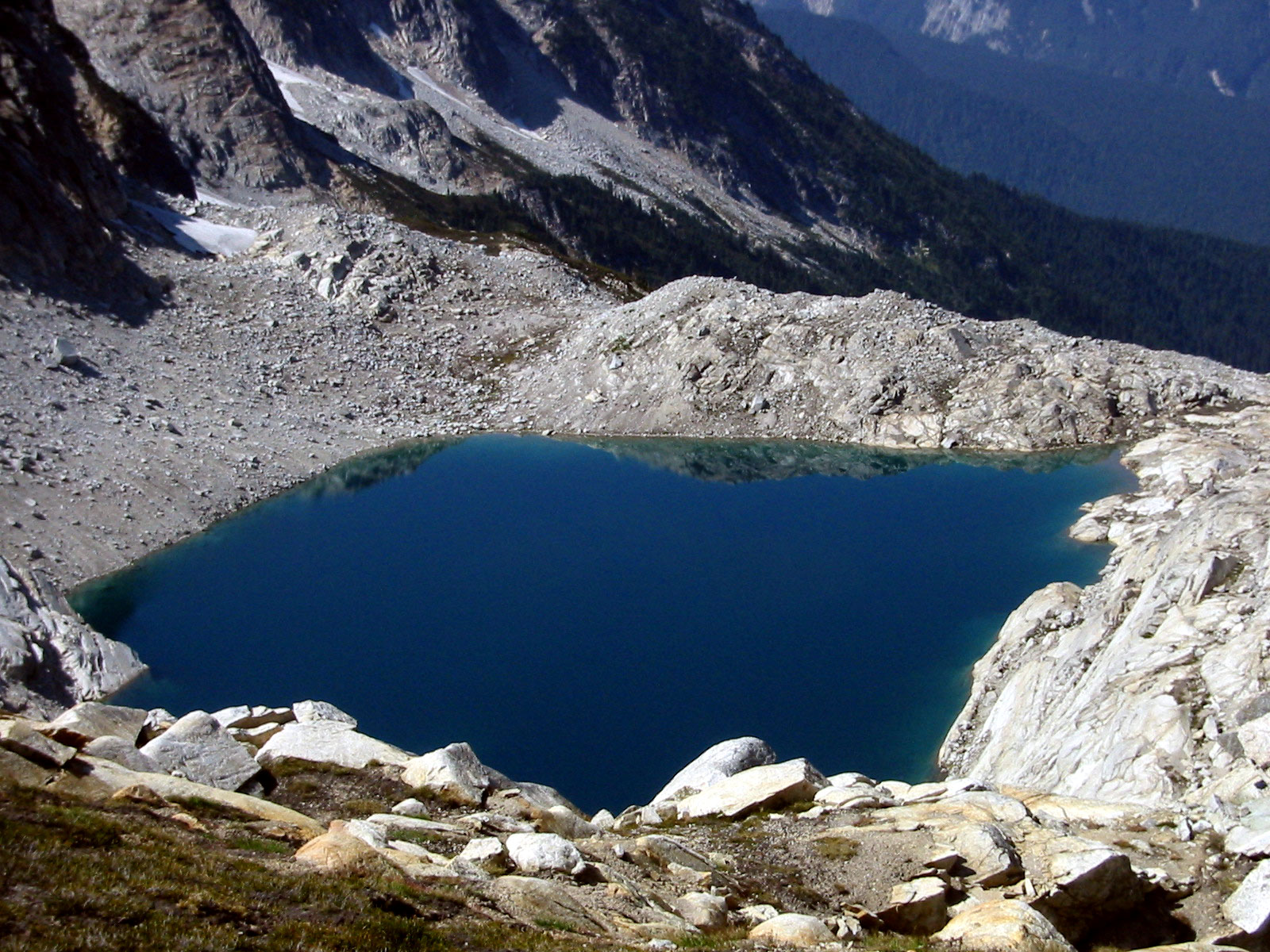
冰斗湖

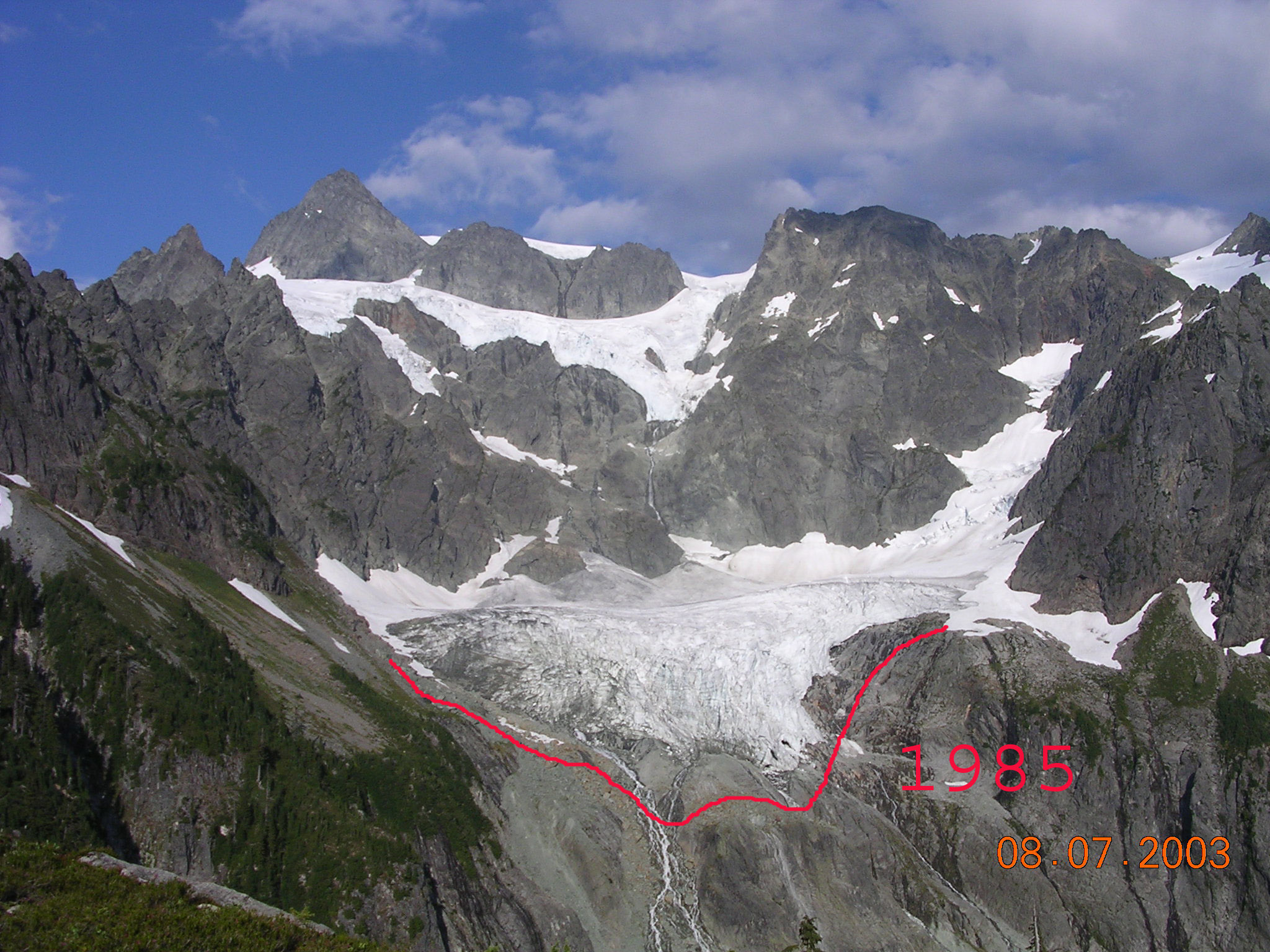
冰斗冰川

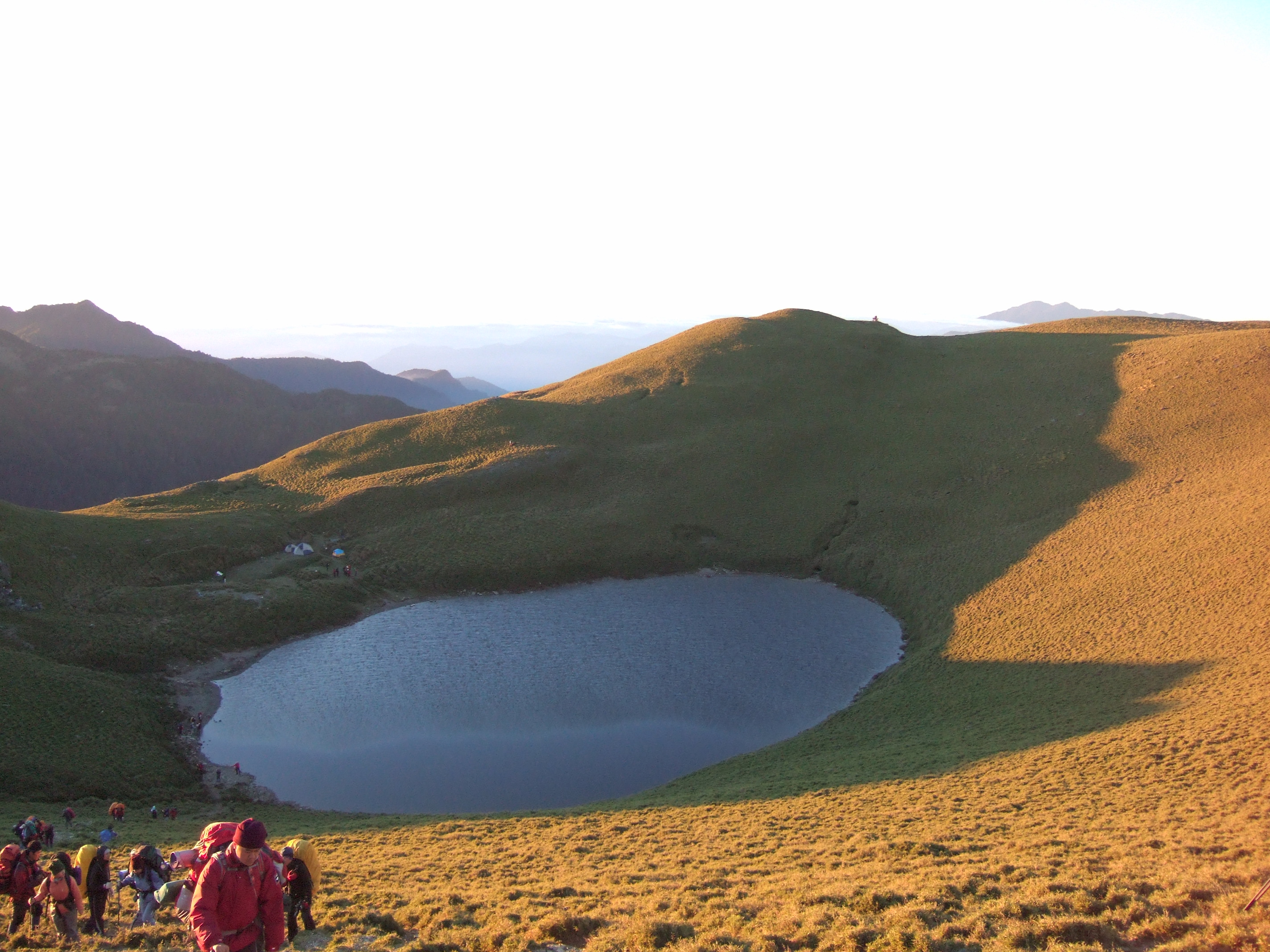
清晨的嘉明湖

冰斗（英語：cirque）是由山地冰川侵蚀而形成的，一种三面环山的凹地，如果冰已经消失，也被称为围谷、圈谷。

冰斗形成示意图

冰斗形成于雪线附近的积雪凹地由于随季节和昼夜温度的变化，积雪融化和冻结反复进行，融水渗入岩石裂缝，冻结后膨胀，使岩石崩解碎裂，碎屑被融水带走形成一个凹地，凹地积雪越来越多，侵蚀加剧，当积雪形成的冰过多，会在出口形成冰川。
当气候变化，冰川消失，围谷的位置会指示古代雪线的位置。